# Layer Road
Il Layer Road era uno stadio di Football League One in Colchester, Inghilterra. È stato usato solo per il calcio partite ed è stato lo stadio del Colchester United F.C. prima di essere sostituito dal Colchester Community Stadium. Lo stadio aveva una capacità di 6.320 spettatori ed è stato costruito nel 1907, originariamente per l'uso da Colchester Town Football Club. Layer Road ha spesso avuto fino a 17000 spettatori, quando Colchester era stato in corsa per la FA Cup, prima che la capacità fu ridotta a 6.320. Il record di presenze a Layer Road è di 19.072 per un match di FA Cup contro il Reading F.C., nel novembre 1948. Il terreno è stato utilizzato anche per ospitare il match tra il Sudbury Town F.C. e il Brentford F.C. nel 1996.
Lo sviluppo più recente per lo stadio è stato la costruzione di un piccolo stand posti a sedere per l'alloggiamento temporaneo di sostenitori ed aveva una capacità di 144 posti.
L'ultima partita a Layer Road ha avuto luogo il 26 aprile 2008, quando perse per 1-0 contro il Colchester lo Stoke City F.C., con Richard Cresswell che segnò l'ultimo gol allo stadio.
Lo stadio è stato chiuso per l'ultima volta il 17 luglio 2008, dopo 98 anni di uso (71 dei quali come la casa del Colchester United). Fu demolito nel 2012.